# Berg-Ferkelhörnchen
Das Berg-Ferkelhörnchen (Hyosciurus heinrichi) ist eine Hörnchenart aus der Gattung der Ferkelhörnchen (Hyosciurus). Es kommt in den Gebirgsregionen auf der zu Indonesien gehörenden Insel Sulawesi vor.

## Merkmale
Das Berg-Ferkelhörnchen erreicht eine Kopf-Rumpf-Länge von etwa 19,5 bis 24 Zentimetern bei einem Gewicht von etwa 220 bis 370 Gramm. Der Schwanz ist etwa 6,5 bis 12 Zentimeter lang und damit deutlich kürzer als der restliche Körper. Der Rücken und der Schwanz der Tiere sind dunkelbraun gefärbt mit einer deutlichen Fleckung mit schwarzen und sandbraunen Tupfen. Die Unterseite ist dunkel braungrau mit einer variablen weißen Zeichnung in der Bauchmitte, die sich als undeutliche Fleckenreihe oder unterbrochener weißer Streifen aus Brustflecken vom Hals bis zum Schwanzansatz ziehen kann. Die Augen sind von einem haarlosen dunklen, gelblichbraunen Ring umgeben. Im Nacken befindet sich ein Feld von borstigen, 30 bis 40 Millimeter langen Haaren, die gegen den Fellstrich gehen.
Von dem sehr ähnlichen Flachland-Ferkelhörnchen (Hyosciurus ileile) unterscheidet sich das Berg-Ferkelhörnchen vor allem durch die weiße Bauchzeichnung sowie durch die dunklere Rückenfärbung. Es ist zudem etwas kleiner und hat etwas längere Ohren und eine längere Schnauze.

## Verbreitung
Das Berg-Ferkelhörnchen kommt in den zentralen Gebirgsregionen der zu Indonesien gehörenden Insel Sulawesi vor. Dabei lebt es in Höhen von etwa 1500 bis 2300 Metern.

## Lebensweise
Das Berg-Ferkelhörnchen lebt in den Primärwäldern der mittleren bis hohen Lagen der Insel. Es ist tagaktiv und lebt vor allem auf dem Waldboden, wo es sich von Insekten, Würmern, Früchten und Samen ernährt. Die Nahrungssuche erfolgt dabei auf dem Waldboden, indem die Tiere mit ihrer langen Schnauze und den mit Klauen ausgestatteten Vorderbeinen zwischen den Blättern nach potenzieller Nahrung suchen. Im Vergleich zum Flachland-Ferkelhörnchen kommt das Berg-Ferkelhörnchen nur in sehr geringen Besiedlungsdichten vor. Dies wird auf den geringeren Anteil an Eichen und der damit sehr begrenzten Anzahl von Eicheln als Nahrungsquelle im Verbreitungsgebiet des Berg-Ferkelhörnchens zurückgeführt.
Die Kommunikation erfolgt durch Zwitscherlaute, die eher an Vögel erinnern; Alarmrufe gehen in ein hektisches „Geplapper“ über.
Die Weibchen haben Würfe von einem oder zwei Jungtieren. Sie besitzen drei Paar Zitzen, von denen sich zwei Paar in der Leistengegend und eines abdominal befinden.

## Systematik
Das Berg-Ferkelhörnchen wird als eigenständige Art innerhalb der Gattung der Ferkelhörnchen (Hyosciurus) eingeordnet, die aus zwei Arten besteht. Die wissenschaftliche Erstbeschreibung stammt von Richard Archbold und George Tate aus dem Jahr 1935, die die Art und die Gattung anhand von Individuen aus den Latimodjong Mountains auf Sulawesi beschrieben. Benannt wurde die Art nach dem deutschen Zoologen Gerd Heinrich, der die Tiere auf Sulawesi sammelte und zur wissenschaftlichen Beschreibung weitergab.
Im Folgejahr beschrieben Tate & Archbold das Flachland-Ferkelhörnchen als Unterart Hyosciurus heinrichi ileile neben der Nominatform Hyosciurus heinrichi heinrichi, das heute als eigenständige Art angesehen wird.
Innerhalb der Art werden neben der Nominatform keine weiteren Unterarten unterschieden.

## Status, Bedrohung und Schutz
Das Berg-Ferkelhörnchen wird von der International Union for Conservation of Nature and Natural Resources (IUCN) als nicht gefährdet (Least concern) gelistet, obwohl es in seinem Verbreitungsgebiet nur in sehr geringer Besiedlungsdichte vorkommt. Begründet wird dies dadurch, dass das Habitat der Art in den Höhenlagen oberhalb von 1500 Metern nicht gefährdet ist und damit auch für die dort lebenden Arten kein Risiko für eine Bestandsbedrohung besteht.

## Belege
1. 1 2 3 4 5 6 7 8  Richard W. Thorington Jr., John L. Koprowski, Michael A. Steele: Squirrels of the World. Johns Hopkins University Press, Baltimore MD 2012; S. 167. ISBN 978-1-4214-0469-1
2. 1 2 3  Hyosciurus heinrichi in der Roten Liste gefährdeter Arten der IUCN 2014.3. Eingestellt von: L. Ruedas, 2008. Abgerufen am 9. März 2015.
3. ↑  Richard W. Thorington Jr., John L. Koprowski, Michael A. Steele: Squirrels of the World. Johns Hopkins University Press, Baltimore MD 2012; S. 168–169. ISBN 978-1-4214-0469-1
4. 1 2 3 4  Hyosciurus heinrichi In: Don E. Wilson, DeeAnn M. Reeder (Hrsg.): Mammal Species of the World. A taxonomic and geographic Reference. 2 Bände. 3. Auflage. Johns Hopkins University Press, Baltimore MD 2005, ISBN 0-8018-8221-4.
5. 1 2  G.H.H. Tate, R. Archbold: Results of the Archbold Expeditions. No. 1. A new genus and species of squirrel from Celebes. American Museum Novitates 801, 17. Mai 1935, S. 1–6. (Volltext)
6. ↑  G.H.H. Tate, R. Archbold: Results of the Archbold Expeditions. No. 9. A new race of Hyosciurus. American Museum Novitates 846, 29. April 1936, S. 1–6. (Volltext)